# Трофео Пальмы 2025
22-й выпуск  Трофео Пальмы — шоссейной однодневной велогонки по дорогам Испании. Гонка прошла 2 февраля 2025 года в рамках Европейского тура UCI 2025 (категория 1.1) и 34 Вуэльты Майорки. Победу одержал португальский велогонщик Юрий Лейтау.

## Участники
На участие в гонке заявлено участие 25 команд: 8 команд категории UCI WorldTeam, 12 ProTeam и 5 континентальных.
| UCI WorldTeams (8)- Intermarché-Wanty - UAE Team Emirates XRG - Red Bull-BORA-hansgrohe - XDS Astana Team - Movistar Team - Cofidis - Arkéa-B&B Hotels - EF Education-EasyPost UCI ProTeams (12)- Burgos-Burpellet-BH - Euskaltel-Euskadi - Equipo Kern Pharma - Tudor Pro Cycling Team - Caja Rural-Seguros RGA - Lotto - Q36.5 Pro Cycling Team - Team Flanders-Baloise - Team TotalEnergies - Unibet Tietema Rockets - Uno-X Mobility - VF Group-Bardiani CSF-Faizanè UCI Continental Teams (5)- XSpeed United - Anicolor/Tien 21 - Illes Balears Arabay - Petrolike - Project Echelon Racing |
| |

## Маршрут
В первой части гонки маршрут включает несколько небольших подъёмов, а в финале трасса представляет собой короткий и плоский круг, который нужно пройти несколько раз.

## Ход гонки
Заключительный день соревнований на Майорке стартовал в 10:45 в Пальме, где температура воздуха составляла всего 12 градусов Цельсия. Трасса была практически идеально ровной, что создавало условия для массового финиша. Однако гонка началась с раннего отрыва, который возглавили два гонщика — немец Флориан Липовиц из команды «Red Bull-Bora-Hansgrohe» и американец Колби Ланге из «Project Echelon Racing». Они смогли оторваться от основной группы на расстоянии 112 километров от финиша, получив преимущество более чем в три минуты. Однако остальные участники не позволяли им мечтать о победе. Ланге покинул гонку за 63 километра до финиша, оставив Липовица в одиночестве. Немецкий гонщик продемонстрировал невероятную решимость, удерживая лидерство до последних километров. За 28 километров до финиша его преимущество составляло всего 35 секунд, и основная группа ускорила темп благодаря усилиям команд Q36.5, XDS-Astana и Burgos-Burpellet-BH, к которым в последней части гонки присоединились Lotto и Arkéa B&B Hotels. Липовиц был настигнут за 13 километров до финиша, после чего команды спринтеров начали подготовку к решающему спринту на финальной трассе Пальмы. Когда все было готово к массовому финишу, Юри Лейтао удивил всех своей атакой за 500 метров до финиша после последнего поворота. Португальский гонщик продемонстрировал невероятную мощь, сумев создать небольшой отрыв, который позволил ему удерживать лидерство до самого финиша. Он пересек его первым, опередив Станислава Аниолковского и Эрленда Бликры всего на несколько сантиметров. У главных фаворитов спринта, таких как Биниам Жирмай, Маттео Малучелли и Энтони Тургис, не было шансов против тактического хода Лейтао, который отпраздновал одну из самых значимых побед в своей карьере.

## Результаты
| \| Генеральная классификация \| Генеральная классификация \| Генеральная классификация \| Генеральная классификация \| Генеральная классификация \| \| Гонщик \| Гонщик \| Команда \| Время \| \| \| ------------------------- \| ------------------------- \| ------------------------- \| ------------------------- \| ------------------------- \| |        |         |       |
| |        |         |       |
| Источник: ProCyclingStats |        |         |       |
| Генеральная классификация |        |         |       |
| Гонщик | Гонщик | Команда | Время |